# Franz Hedrich
Franz Hedrich (* 30. Juli 1823  in Podskaly (Podskali), Bezirk Pisek in Böhmen; † 31. Oktober 1895 in Edinburgh) war ein deutsch-böhmischer Schriftsteller und Ghostwriter des Autors Alfred Meißner.

## Leben
Franz Hedrich wuchs in ärmlichen Verhältnissen in der Fideikommissherrschaft Worlik auf dem Rustikalhof Podskaly (Lhota), Pfarrei Mirovice im Kreis Pisek auf, lernte erst spät in Prag die deutsche Sprache, als sein Vater als Musiker nach Prag ging und Fagottist am Prager Stadttheater wurde. In den 1840er Jahren wurde er durch Moritz Hartmann mit dem literarischen Kreis Junges Böhmen bekannt, freundete sich  mit Alfred Meißner an und wurde in seiner schriftstellerischen Arbeit gefördert.
Im Revolutionsjahr 1848 wurde Franz Hedrich in die Frankfurter Nationalversammlung als Ersatzmann für den nordböhmischen Bezirk  Tannwald im Isergebirge gewählt. Dort war er 1848/49 Parteigänger der äußersten Linken. 1849 zurückgekehrt nach Prag, wurde er verhaftet und 1852 des Landes verwiesen. Hedrich wechselte in den folgenden Jahren mehrfach seinen Aufenthaltsort, unternahm Reisen mit Alfred Meißner, von dem er nachhaltig gefördert wurde, heiratete 1871 in Edinburgh Jeannette Annie Barron, deren Vermögen er nach und nach u. a. in Monaco verspielte. Seit 1883 lebte er in Lindau am Bodensee in der Nähe seines Gönners und Arbeitgebers Alfred Meißner.

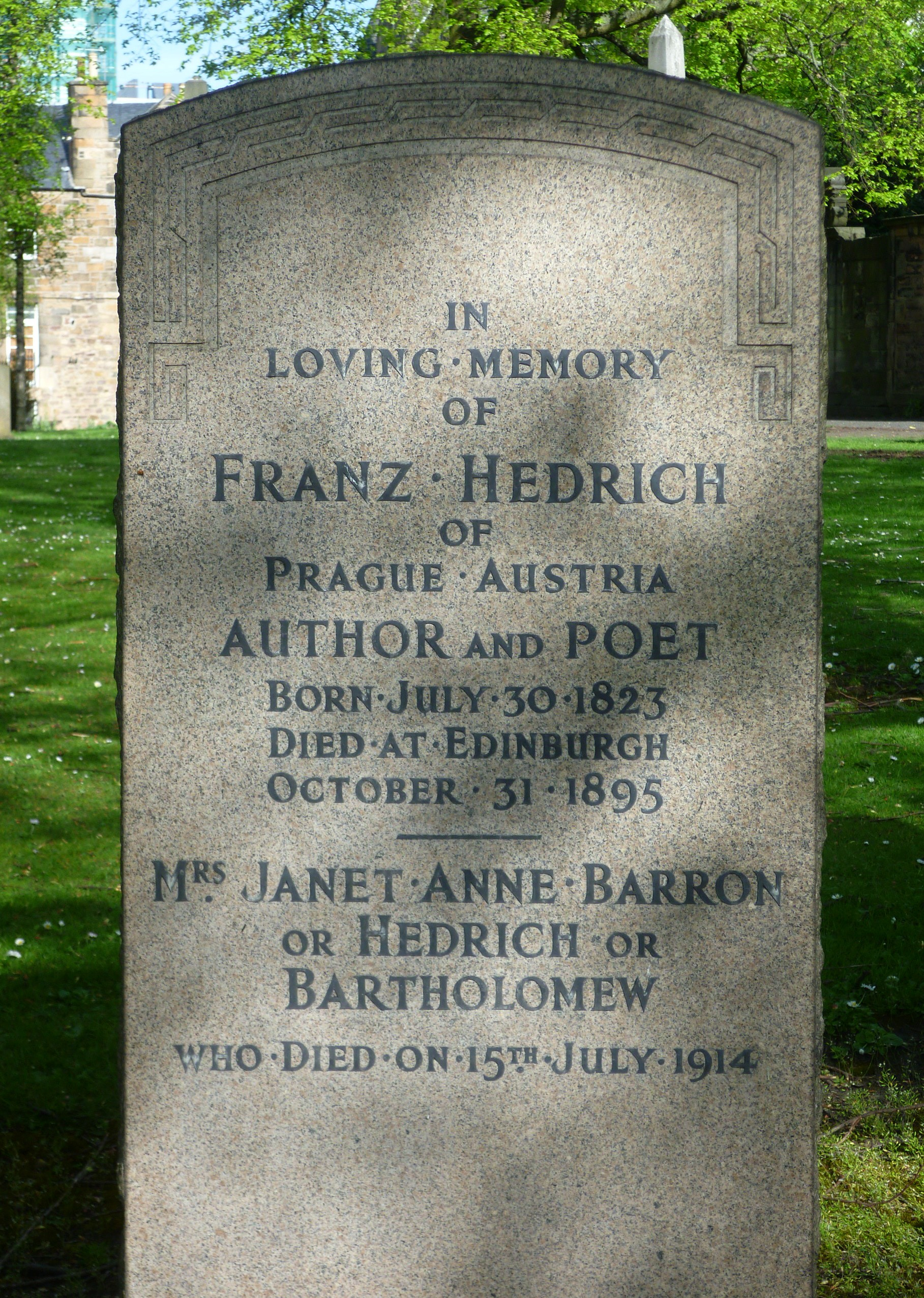
Hedrichs Grab auf dem Greyfriars Kirkyard in Edinburgh.

Seit den 1850er Jahren war er als Ghostwriter eine Partnerschaft mit  Meißner eingegangen, für den er gegen Honorar umfassende literarische Vorarbeiten leistete. Dadurch hatte Hedrich erheblichen Anteil an zahlreichen Erzählwerken des  Schriftstellers. Als Hedrich das Vermögen seiner Frau aufgebraucht hatte, erpresste er Meißner zu Geldzahlungen mit der Drohung, ihre literarische Kooperation bekannt zu machen. Durch Hedrichs fortgesetzte Geldforderungen und Drohungen immer mehr in die Enge getrieben und in seiner sozialen Existenz gefährdet, nahm sich Alfred  von Meißner im Jahr 1885 in Bregenz, seinem Wohnsitz am Bodensee, das Leben. 1889 machte Hedrich das Verhältnis mit einer Enthüllungsschrift Alfred Meißner – Franz Hedrich öffentlich. Die sich anschließende Debatte zwischen Meißner- und Hedrich-Anhängern wurde zu einem literarischen Skandal in den Jahren 1889/90. 1895 verstarb Franz Hedrich in Edinburgh in Schottland, dem Herkunftsland seiner Frau.
Als selbständiger Autor war Hedrich zwar produktiv, publizierte unter seinem Namen einige Titel, blieb aber literarisch ohne Erfolg.

## Publikationen
- Kain. Dramatisches Gedicht in 3 Acten. Leipzig: Herbig 1851.
- Lady Esther Stanhope, die Königin von Tadmor. Tragödie in 3 Acten. Leipzig: Herbig 1853.
- Im Hochgebirge. Zwei Nachtstücke. Mit einem Vorwort von Alfred Meißner. Berlin: Janke 1862.
- Moccagama (Drama), 1853
- Baron und Gräfin (Drama), 1855
- Balbina. Sittenbild aus unsern Tagen (Novelle), 1865
- Alfred Meissner – Franz Hedrich. Replik. Leipzig: Danz [1889].
- Alfred Meißner – Franz Hedrich. Geschichte ihres literarischen Verhältnisses auf Grundlage der Briefe, die Alfred Meißner seit dem Jahre 1854 bis zu seinem Tode 1885 an Franz Hedrich geschrieben. Berlin: Janke 1890.